# Пластовий закон
Пластовий закон — правила поведінки пластуна(-ки), що скаладається з 14 точок.
Це не заборони, а позитивні вказівки, дороговказ пластуна(-ки):
1. 1. Пластун(-ка) словний(-а);

Один раз даного слова дотримується, незважаючи на перепони.
1. 2. Пластун(-ка) сумлінний(-а);

Кожне діло, за яке добровільно взявся(-лась), виконує по змозі якнайліпше.
1. 3. Пластун(-ка) точний(-а);

Дотримується визначених меж початку чи кінця якогось заняття або виконання дорученого завдання.
1. 4. Пластун(-ка) ощадний(-а);

Без потреби і користі не витрачає ні грошей, ні часу, ні енергії. Якщо щось залишається, зберігає на той час, коли буде потрібно.
1. 5. Пластун(-ка) справедливий(-а);

Без вагання признає і віддає кожному все, що тому належить. У кожному змаганні дотримується засад «чесної гри».
1. 6. Пластун(-ка) увічливий(-а);

Допомагає у добрій справі, якщо є потреба, уступає, кому слід, першість і гарно поводиться з усіма. Увічливість не повинна робити враження принизливості, бо це суперечить лицарським законам.
1. 7. Пластун(-ка) братерський(-а) і доброзичливий(-А);

Почуває себе братом/сестрою усіх пластунів(-ок), а також інших людей. Не дошкуляє нікому, не кривдить живих істот. Працює відповідно до своїх сил для добра, скріплення і розвитку власного народу, без сліпої ненависті до загалу членів іншої національної спільноти.
1. 8. Пластун(-ка) зрівноважений(-а);

Не діє ніколи під впливом хвилинних настроїв (гніву, розпачу тощо).
1. 9. Пластун(-ка) корисний(-а);

Займається тим, що приносить чесну і справжню користь собі самому та іншим. Також цінити і шанує працю інших людей. Визнає значення праці у такій послідовності: праця для розвитку всього людства; праця для власного народу, праця для себе самого(-ї).
1. 10. Пластун(-ка) слухняний(-а) пластовій старшині;

Слухається пластової старшини згідно з обов'язуючими правильниками. Після сумлінного виконання наказу, може висловити критичну думку щодо доцільності цього наказу. Не виконує наказу, який є незгідний з пластовим законом.
1. 11. Пластун(-ка) пильний(-а);

Ніколи не пропускає нагоди навчитися чи довідатися чогось корисного для розвитку свого духу, своєї працездатності. Спостерігає за довколишнім світом і помічає усі дрібні деталі та зміни, що відбуваються у ньому.
1. 12. Пластун(-ка) дбає про своє здоров'я;

Шанує і плекає здров'я як цінність і передумову своєї працездатності. Не робить нічого, що могло б підірвати його силу або спинити розвиток організму. Він/вона підприємливий(-а), енергійний(-а) і вірить у свої власні сили.
1. 13. Пластун(-ка) любить красу і дбає про неї;

Намагається допомагати красі оточення своїм виглядом, одягом, вчинками, мовою, визнаючи правила доброї поведінки, гарної мови і поширює це знання власним добрим прикладом.
1. 14. Пластун(-ка) завжди доброї гадки.

Не розгублюється і не падає у розпач навіть у найважчих умовах. Завжди спокійний(-а), схильний(-а) до веселощів, а у небезпеці — відважний(-а).
Отже пластун(-ка) у своїх ділах є словний(-а), сумлінний(-а), точний(-А), ощадний(-а).
У поведінці супроти інших справедливий(-а), ввічливий(-а), братерський(-А), доброзичливий(-а) та зрівноважений(-а).
Для добра України і Пласту корисний, слухняний(-а) і здоровий(-а).
В оточенні дбає про красу і завжди в гарному настрої.